# ShipGoo001
 (juillet 2025).
ShipGoo001 est le nom provisoire d'une nouvelle espèce d'archées présumée méthanogène.
Elle a été découverte en 2024, sous la forme d'une substance visqueuse évoquant du goudron, à bord du navire de recherche Blue Heron,.

## Découverte
À l'été 2024, le navire de recherche Blue Heron étudiait les proliférations d'algues dans le lac Érié, l'un des Grands Lacs qui enjambent la frontière canado-américaine. Il s'est rendu dans un chantier naval sur la rivière Cuyahoga, à Cleveland, pour y être inspecté afin de déceler des dommages aux paliers de l'arbre d'hélice. Lors de l'inspection du navire, le capitaine, Rual Lee, a observé une substance noire visqueuse suintant près du gouvernail et a craint qu'un polluant ne s'échappe du navire. Il a constaté que la substance ne laissait pas de reflets à la surface de l'eau, contrairement aux hydrocarbures, et ne s'enflammait pas au chalumeau, ce qui indiquait qu'elle n'était pas inflammable. Le gouvernail étant lubrifié uniquement par la circulation de l'eau du lac, il semblait peu probable que la substance provienne d'une fuite chimique du navire,.
Le personnel de l'Observatoire des Grands Lacs, qui exploite le navire de recherche, a donné à cette substance le nom temporaire « ShipGoo001 ». Des échantillons ont été prélevés et présentés à des scientifiques de l'Université du Minnesota à Duluth afin de déterminer sa nature. Les scientifiques ont découvert que la substance visqueuse contenait de l'ADN. Grâce au séquençage de l'ADN et à sa comparaison avec les bases de données ADN, ils ont été surpris de constater qu'une partie de l'ADN ne correspondait à aucun organisme connu à ce jour et semblait provenir d'une espèce entièrement nouvelle. La découverte a été annoncée en 2025.